# Сидни-Сассекс-колледж (Кембридж)
Сидни-Сассекс-колледж (англ. Sidney Sussex College) — один из 31 колледжей Кембриджского университета в Великобритании. Основан в 1596 году. Особенно хорошо в колледже преподаются математика, инженерия, история и юриспруденция.